# 잉여가치론

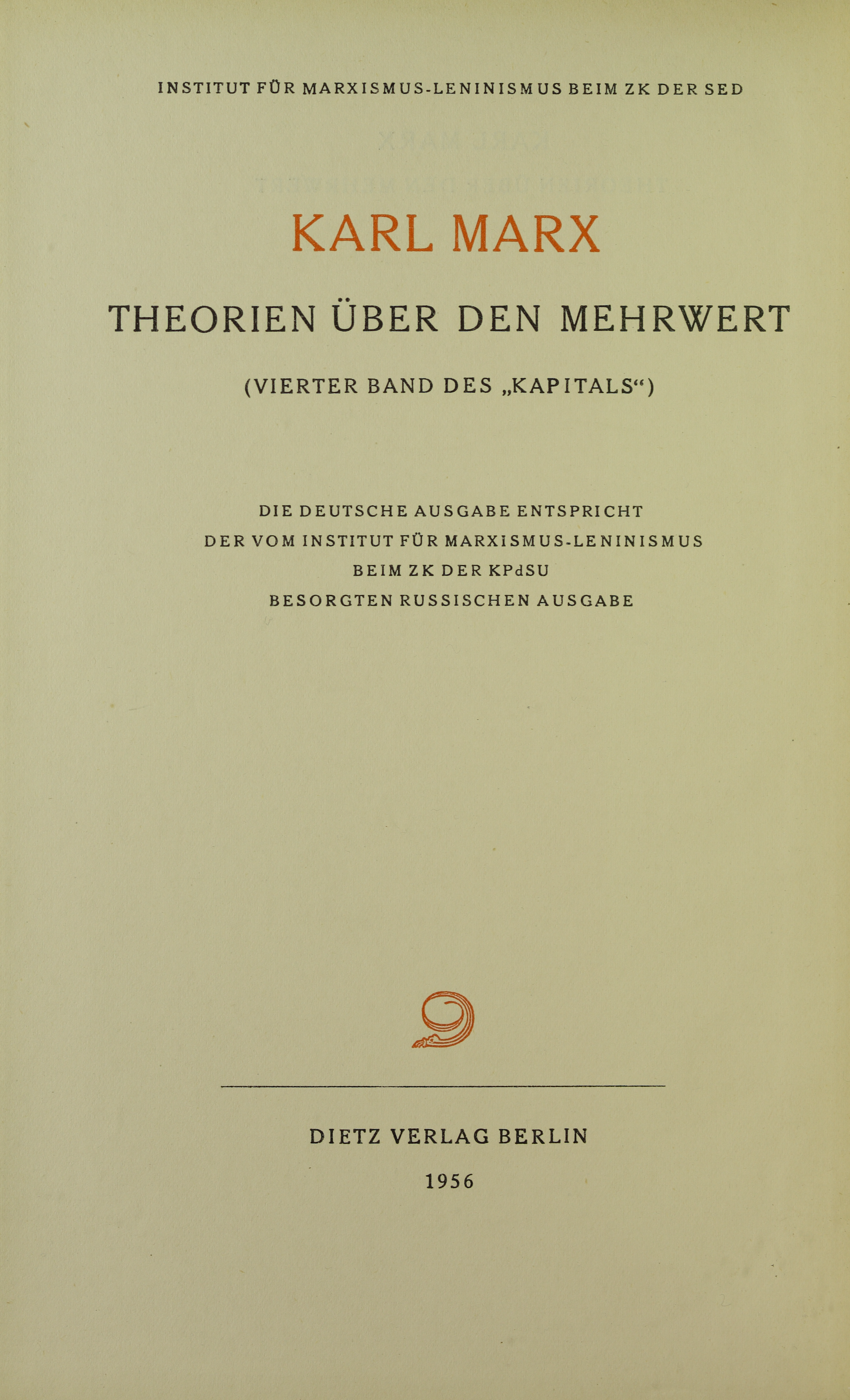
Karl Marx, Theorien über den Mehrwert, 1956

《잉여가치론》(독일어: Theorien über den Mehrwert)은 1862년 1월부터 1863년 7월까지 카를 마르크스가 쓴 문서들을 모은 사본이다. 총 24장으로 구성되어 있다. 1905년부터 1910년까지 카를 카우츠키가 처음으로 출판하였다.